# Eurovision Song Contest 2008
L'Eurovision Song Contest 2008 è stata la 53ª edizione dell'annuale concorso canoro, vinta dal cantante russo Dima Bilan con la canzone Believe, e ospitata dalla Beogradska Arena (oggi Štark Arena) di Belgrado, in Serbia, in seguito alla vittoria di Marija Šerifović con Molitva nell'edizione precedente.
Per la prima volta il concorso è stato articolato in due semifinali e una finale.

## Organizzazione

### Scelta della sede

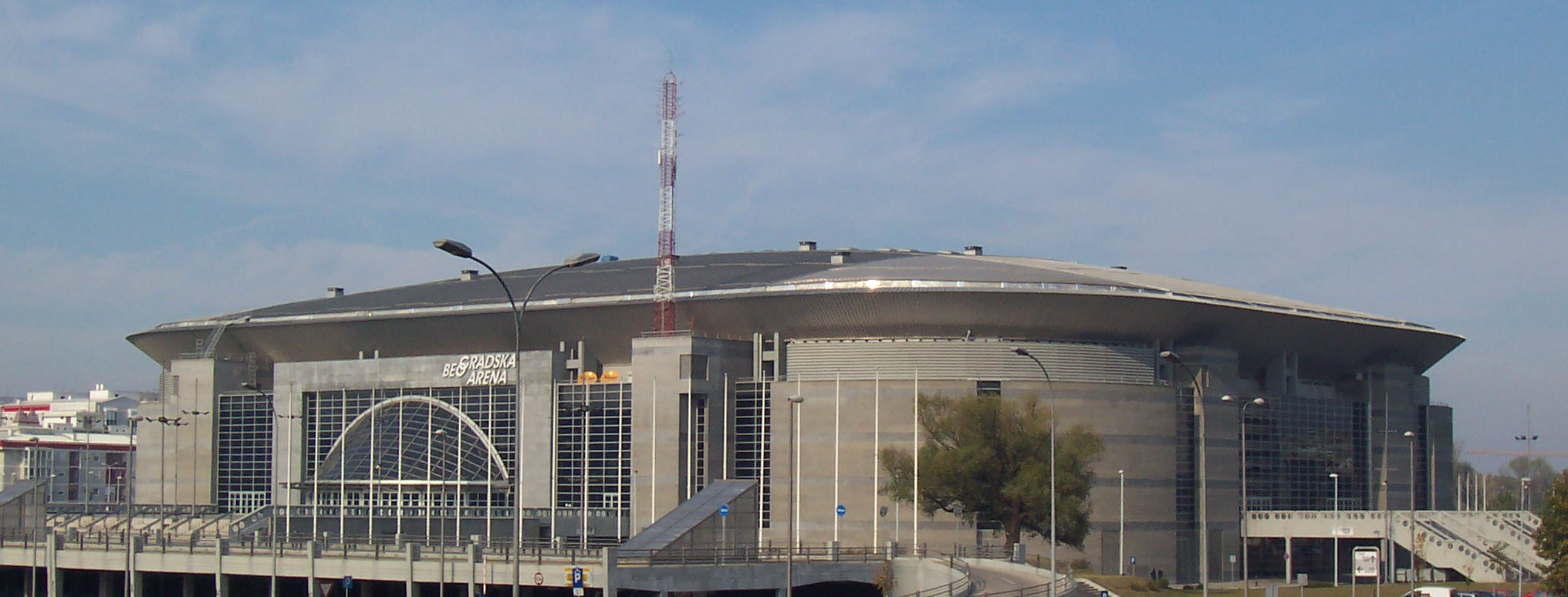
La Beogradska Arena di Belgrado

A causa della dichiarazione di indipendenza del Kosovo, che ha provocato disordini nella capitale serba, era stata presa in considerazione l'eventualità di organizzare l'evento altrove (ad esempio Atene si era già offerta di ospitare nuovamente la manifestazione).
Nonostante tutto fu deciso di svolgere la manifestazione comunque a Belgrado, seppure con rafforzate misure di sicurezza, in particolare per le delegazioni di Croazia, Israele e Albania, sostenitori dell'indipendenza kosovara.
La Beogradska Arena di Belgrado fu selezionata come sede dell'evento.

### Modifiche nel format
A causa del gran numero di partecipanti sono state aggiunte due semifinali, mentre alla finale accedono automaticamente la Serbia, in quanto paese ospitante, e i cosiddetti Big Four ossia la Francia, la Germania, la Spagna e il Regno Unito.

## Stati partecipanti
Stati partecipanti che si sono qualificati alla finale
     Stati partecipanti che non si sono qualificati per la finale
     Stati che hanno partecipato in passato ma non nel 2008

Stati partecipanti che si sono qualificati alla finale
Stati partecipanti che non si sono qualificati per la finale
Stati che hanno partecipato in passato ma non nel 2008

A questa edizione dell'Eurovision Song Contest hanno partecipato 43 paesi, record assoluto.
Hanno fatto il loro debutto San Marino e Azerbaigian.
| Stato                  | Artista                   | Brano                         | Lingua                     | Processo di selezione                                                                               | Note                                                                                              |
| ---------------------- | ------------------------- | ----------------------------- | -------------------------- | --------------------------------------------------------------------------------------------------- | ------------------------------------------------------------------------------------------------- |
| Albania                | Olta Boka                 | Zemrën e lamë peng            | Albanese                   | Festivali i Këngës 46, 16 dicembre 2007                                                             |                                                                                                   |
| Andorra                | Gisela                    | Casanova                      | Inglese, catalano          | Interno                                                                                             |                                                                                                   |
| Armenia                | Sirusho                   | Qélé, qélé                    | Armeno, inglese            | Interno per la cantante, 15 novembre 2007; finale nazionale per il brano, 8 marzo 2008              |                                                                                                   |
| Azerbaigian            | Elnur & Samir             | Day After Day                 | Inglese                    | Land of Fire 2008, 2 febbraio 2008                                                                  | Il brano in gara è una versione modificata rispetto a quello che ha vinto la selezione nazionale. |
| Belgio                 | Ishtar                    | O Julissi                     | Immaginaria                | Eurosong 2008, 9 marzo 2008                                                                         |                                                                                                   |
| Bielorussia            | Ruslan Alechna            | Hasta la vista                | Inglese                    | Eurofest 2008, 21 gennaio 2008                                                                      | Il brano contiene alcune parole in spagnolo                                                       |
| Bosnia ed Erzegovina   | Laka                      | Pokušaj                       | Bosniaco                   | Interno; artista e canzone annunciati il 9 gennaio 2008, canzone presentata il 2 marzo 2008         |                                                                                                   |
| Bulgaria               | Deep Zone & Balthazar     | DJ, Take Me Away              | Inglese                    | EuroBGVision 2008, 23 febbraio 2008                                                                 |                                                                                                   |
| Cipro                  | Evdokia Kadi              | Femme Fatale                  | Greco                      | Selezione nazionale, 12 gennaio 2008                                                                |                                                                                                   |
| Croazia                | Kraljevi Ulice & 75 cents | Romanca                       | Croato                     | Dora 2008, 23 febbraio 2008                                                                         |                                                                                                   |
| Danimarca              | Simon Mathew              | All Night Long                | Inglese                    | Dansk Melodi Grand Prix 2008, 2 febbraio 2008                                                       |                                                                                                   |
| Estonia                | Kreisiraadio              | Leto svet                     | Finlandese, serbo, tedesco | Eurolaul 2008, 2 febbraio 2008                                                                      |                                                                                                   |
| Finlandia              | Teräsbetoni               | Missä miehet ratsastaa        | Finlandese                 | Euroviisut 2008, 1º marzo 2008                                                                      |                                                                                                   |
| Francia                | Sébastien Tellier         | Divine                        | Inglese                    | Interno, marzo 2008                                                                                 | Il brano contiene della frasi in francese rispetto all'originale.                                 |
| Georgia                | Diana Gurtskaya           | Peace Will Come               | Inglese                    | Selezione nazionale, 1º marzo 2008                                                                  |                                                                                                   |
| Germania               | No Angels                 | Disappear                     | Inglese                    | Wer singt für Deutschland?, 6 marzo 2008                                                            |                                                                                                   |
| Grecia                 | Kalomira                  | Secret Combination            | Inglese                    | Ellinikós Telikós 2008, 27 febbraio 2008                                                            |                                                                                                   |
| Irlanda                | Dustin the Turkey         | Irelande douze pointe         | Inglese                    | Eurosong 2008, 23 febbraio 2008                                                                     | Il brano contiene parole in italiano, tedesco, spagnolo e francese.                               |
| Islanda                | Euroband                  | This Is My Life               | Inglese                    | Laugardagslögin 2008, 23 febbraio 2008                                                              |                                                                                                   |
| Israele                | Boaz Mauda                | The Fire in Your Eyes         | Ebraico, inglese           | Interno per il cantante, 14 novembre 2007; Kdam Eurovision 2008 per il brano, 14 febbraio 2008      |                                                                                                   |
| Lettonia               | Pirates of the Sea        | Wolves of the Sea             | Inglese                    | Eirodziesma 2008, 1º marzo 2008                                                                     |                                                                                                   |
| Lituania               | Jeronimas Milius          | Nomads in the Night           | Inglese                    | Nacionalinis finalas 2008, 2 febbraio 2008                                                          |                                                                                                   |
| Macedonia              | Tamara, Vrčak & Adrian    | Let Me Love You               | Inglese                    | Skopje Fest 2008, 23 febbraio 2008                                                                  | Il brano in gara è una versione in inglese rispetto all'originale.                                |
| Malta                  | Morena                    | Vodka                         | Inglese                    | Malta Song for Europe 2008, 26 gennaio 2008                                                         | Il brano contiene una frase in Russo.                                                             |
| Moldavia               | Geta Burlacu              | A Century of Love             | Inglese                    | O melodie pentru Europa 2008, 9 febbraio 2008                                                       |                                                                                                   |
| Montenegro             | Stefan Filipović          | Zauvijek volim te             | Montenegrino               | MontenegroSong 2008 per l'artista, 27 gennaio 2008; Selezione interna per la canzone, 8 marzo 2008. | Il brano in gara è una versione modificata rispetto a quello selezionato internamente.            |
| Norvegia               | Maria                     | Hold On Be Strong             | Inglese                    | Melodi Grand Prix 2008, 9 febbraio 2008                                                             |                                                                                                   |
| Paesi Bassi            | Hind                      | Your Heart Belongs to Me      | Inglese                    | Interno, Artista annunciato il 23 novembre 2007; Brano presentata l'8 marzo 2008.                   |                                                                                                   |
| Polonia                | Isis Gee                  | For Life                      | Inglese                    | Piosenka dla Europy 2008, 23 febbraio 2008                                                          |                                                                                                   |
| Portogallo             | Vânia Fernandes           | Senhora do mar (Negras águas) | Portoghese                 | Festival da Canção 2008, 9 marzo 2008                                                               |                                                                                                   |
| Regno Unito            | Andy Abraham              | Even If                       | Inglese                    | Eurovision: Your Decision 2008, 1º marzo 2008                                                       |                                                                                                   |
| Repubblica Ceca        | Tereza Kerndlová          | Have Some Fun                 | Inglese                    | Eurosong 2008, 26 gennaio 2008                                                                      |                                                                                                   |
| Romania                | Nico & Vlad               | Pe-o margine de lume          | Italiano, rumeno           | Selecția Națională 2008, 23 febbraio 2008                                                           |                                                                                                   |
| Russia                 | Dima Bilan                | Believe                       | Inglese                    | Evrovidenie 2008, 9 marzo 2008                                                                      | Il brano in gara è una versione modificata rispetto a quello che ha vinto la selezione nazionale. |
| San Marino             | Miodio                    | Complice                      | Italiano                   | Interno, 11 marzo 2008                                                                              |                                                                                                   |
| Serbia (organizzatore) | Jelena Tomašević          | Oro                           | Serbo                      | Beovizija 2008, 10 marzo 2008                                                                       |                                                                                                   |
| Slovenia               | Rebeka Dremelj            | Vrag naj vzame                | Sloveno                    | EMA 2008, 3 febbraio 2008                                                                           |                                                                                                   |
| Spagna                 | Rodolfo Chikilicuatre     | Baila el chiki-chiki          | Spagnolo                   | Salvemos Eurovisión 2008, 8 marzo 2008                                                              |                                                                                                   |
| Svezia                 | Charlotte Perrelli        | Hero                          | Inglese                    | Melodifestivalen 2008, 15 marzo 2008                                                                |                                                                                                   |
| Svizzera               | Paolo Meneguzzi           | Era stupendo                  | Italiano                   | Interno. Artista annunciato a novembre 2007, brano presentato il 9 gennaio 2008.                    |                                                                                                   |
| Turchia                | Mor ve Ötesi              | Deli                          | Turco                      | Interno. Artista annunciato il 17 dicembre 2007, brano presentato il 15 febbraio 2008               |                                                                                                   |
| Ucraina                | Ani Lorak                 | Shady Lady                    | Inglese                    | Interno per la cantante, 21 dicembre 2007; Jevrobačennja 2008, 23 febbraio 2008                     |                                                                                                   |
| Ungheria               | Csézy                     | Candlelight                   | Inglese, ungherese         | Eurovíziós Dalverseny 2008, 8 febbraio 2008                                                         | Il brano in gara è una versione in inglese rispetto a quello che ha vinto la selezione nazionale. |

## Verso l'evento

### London Eurovision Preview Party 2008
La prima edizione dell'evento (oggi chiamato London Eurovision Party) si è tenuta il 25 aprile 2008, al Club Scala di Londra, condotta da Paddy O'Connell; vi hanno partecipato:
- Armenia
- Bielorussia
- Bosnia ed Erzegovina
- Islanda
- Malta
- Norvegia
- Polonia
- Romania
- Ucraina

Hanno partecipato inoltre i Bucks Fizz (vincitori dell'Eurovision Song Contest 1981), Nanne Grönvall (rappresentante della Svezia all'Eurovision Song Contest 1996, come parte dei One More Time) e Paul Oscar (rappresentante dell'Islanda 
all'Eurovision Song Contest 1997).

## L'evento

### Semifinali
Digame ha calcolato la composizione delle urne nelle quali sono stati divisi gli Stati partecipanti, determinate in base allo storico delle votazioni.
La loro composizione è stata:
| Urna 1                                                                         | Urna 2                                                          | Urna 3                                                       | Urna 4                                                                     | Urna 5                                                                    | Urna 6                                                                               |
| ------------------------------------------------------------------------------ | --------------------------------------------------------------- | ------------------------------------------------------------ | -------------------------------------------------------------------------- | ------------------------------------------------------------------------- | ------------------------------------------------------------------------------------ |
| - Albania - Bosnia ed Erzegovina - Croazia - Macedonia - Montenegro - Slovenia | - Danimarca - Estonia - Finlandia - Islanda - Norvegia - Svezia | - Belgio - Bulgaria - Cipro - Grecia - Paesi Bassi - Turchia | - Andorra - Irlanda - Lettonia - Lituania - Portogallo - Romania - Armenia | - Armenia - Bielorussia - Georgia - Israele - Moldavia - Russia - Ucraina | - Azerbaigian - Repubblica Ceca - Ungheria - Malta - Polonia - San Marino - Svizzera |

Il 28 gennaio 2008, si è svolto il sorteggio, (presentato da Jovana Janković e Željko Joksimović) per determinare in quale semifinale si esibiranno gli stati sorteggiati e la semifinale in cui avranno il diritto di voto gli Stati già qualificati alla finale. Nel sorteggio è stato, inoltre, esplicitato che le semifinali verranno composte da 19 Stati ciascuna, e che l'ordine di esibizione esatto verrà stabilito durante l'incontro con i capo delegazione.
In base all'esito del sorteggio, le semifinali sono state quindi così composte:

Stati partecipanti alla prima semifinale
Stati con diritto di voto nella prima semifinale
Stati partecipanti alla seconda semifinale
Stati con diritto di voto alla seconda semifinale

     Stati partecipanti alla prima semifinale
     Stati con diritto di voto nella prima semifinale
     Stati partecipanti alla seconda semifinale
     Stati con diritto di voto alla seconda semifinale
| 1ª semifinale 20 maggio 2008                                                                        | 1ª semifinale 20 maggio 2008                                                     | 2ª semifinale 22 maggio 2008                                                         | 2ª semifinale 22 maggio 2008                                                          |
| --------------------------------------------------------------------------------------------------- | -------------------------------------------------------------------------------- | ------------------------------------------------------------------------------------ | ------------------------------------------------------------------------------------- |
| Montenegro Finlandia Grecia Irlanda Israele Polonia Bosnia ed Erzegovina Estonia Paesi Bassi Russia | Romania Moldavia San Marino Slovenia Norvegia Belgio Andorra Armenia Azerbaigian | Croazia Danimarca Bulgaria Portogallo Ucraina Svizzera Macedonia Islanda Cipro Malta | Lettonia Bielorussia Ungheria Albania Svezia Turchia Lituania Georgia Repubblica Ceca |
| Con diritto di voto: Germania Spagna                                                                | Con diritto di voto: Germania Spagna                                             | Con diritto di voto: Francia Regno Unito Serbia                                      | Con diritto di voto: Francia Regno Unito Serbia                                       |

### Ordine di esibizione
Il 17 maggio 2008, al Sava Centar di Belgrado, si è svolto l'incontro con i capo delegazione, per determinare l'ordine di esibizione ufficiale dei paesi nelle semifinali, e dei finalisti di diritto nella finale.

### Prima semifinale
- La prima semifinale si è tenuta il 20 maggio 2008; vi hanno partecipato 19 Stati, e hanno votato anche Germania e Spagna.
- Ha aperto il televoto il tennista Novak Đoković.

     Qualificati del televoto
     Ripescato dalla giuria
| N° | Stato                | Cantante          | Canzone                  | Punti | Posizione |
| -- | -------------------- | ----------------- | ------------------------ | ----- | --------- |
| 01 | Montenegro           | Stefan Filipović  | Zauvijek volim te        | 23    | 14        |
| 02 | Israele              | Boaz Mauda        | The Fire in Your Eyes    | 104   | 5         |
| 03 | Estonia              | Kreisiraadio      | Leto svet                | 8     | 18        |
| 04 | Moldavia             | Geta Burlacu      | A Century of Love        | 36    | 12        |
| 05 | San Marino           | Miodio            | Complice                 | 5     | 19        |
| 06 | Belgio               | Ishtar            | O Julissi                | 16    | 17        |
| 07 | Azerbaigian          | Elnur & Samir     | Day After Day            | 96    | 6         |
| 08 | Slovenia             | Rebeka Dremelj    | Vrag naj vzame           | 36    | 11        |
| 09 | Norvegia             | Maria             | Hold On Be Strong        | 106   | 4         |
| 10 | Polonia              | Isis Gee          | For Life                 | 42    | 10        |
| 11 | Irlanda              | Dustin the Turkey | Irelande douze pointe    | 22    | 15        |
| 12 | Andorra              | Gisela            | Casanova                 | 22    | 16        |
| 13 | Bosnia ed Erzegovina | Laka              | Pokušaj                  | 72    | 9         |
| 14 | Armenia              | Sirusho           | Qélé, qélé               | 139   | 2         |
| 15 | Paesi Bassi          | Hind              | Your Heart Belongs to Me | 27    | 13        |
| 16 | Finlandia            | Teräsbetoni       | Missä miehet ratsastaa   | 79    | 8         |
| 17 | Romania              | Nico & Vlad       | Pe-o margine de lume     | 94    | 7         |
| 18 | Russia               | Dima Bilan        | Believe                  | 135   | 3         |
| 19 | Grecia               | Kalomira          | Secret Combination       | 156   | 1         |

12 punti 
| N. | A                    | Da                                           |
| -- | -------------------- | -------------------------------------------- |
| 5  | Armenia              | Belgio, Grecia, Paesi Bassi, Polonia, Russia |
| 4  | Grecia               | Azerbaigian, Germania, Romania, San Marino   |
| 3  | Bosnia ed Erzegovina | Montenegro, Norvegia, Slovenia               |
| 2  | Russia               | Armenia, Israele                             |
| 2  | Finlandia            | Andorra, Estonia                             |
| 1  | Andorra              | Spagna                                       |
| 1  | Montenegro           | Bosnia e Erzegovina                          |
| 1  | Norvegia             | Finlandia                                    |
| 1  | Cipro                | Grecia                                       |
| 1  | Finlandia            | Estonia                                      |
| 1  | Polonia              | Irlanda                                      |
| 1  | Romania              | Moldavia                                     |

### Seconda semifinale
- La seconda semifinale si è tenuta il 22 maggio 2008; vi hanno partecipato 19 Stati, e hanno votato anche Francia, Regno Unito e Serbia.
- Ha aperto il televoto la prima vincitrice dell'Eurovision Song Contest, la cantante svizzera Lys Assia.

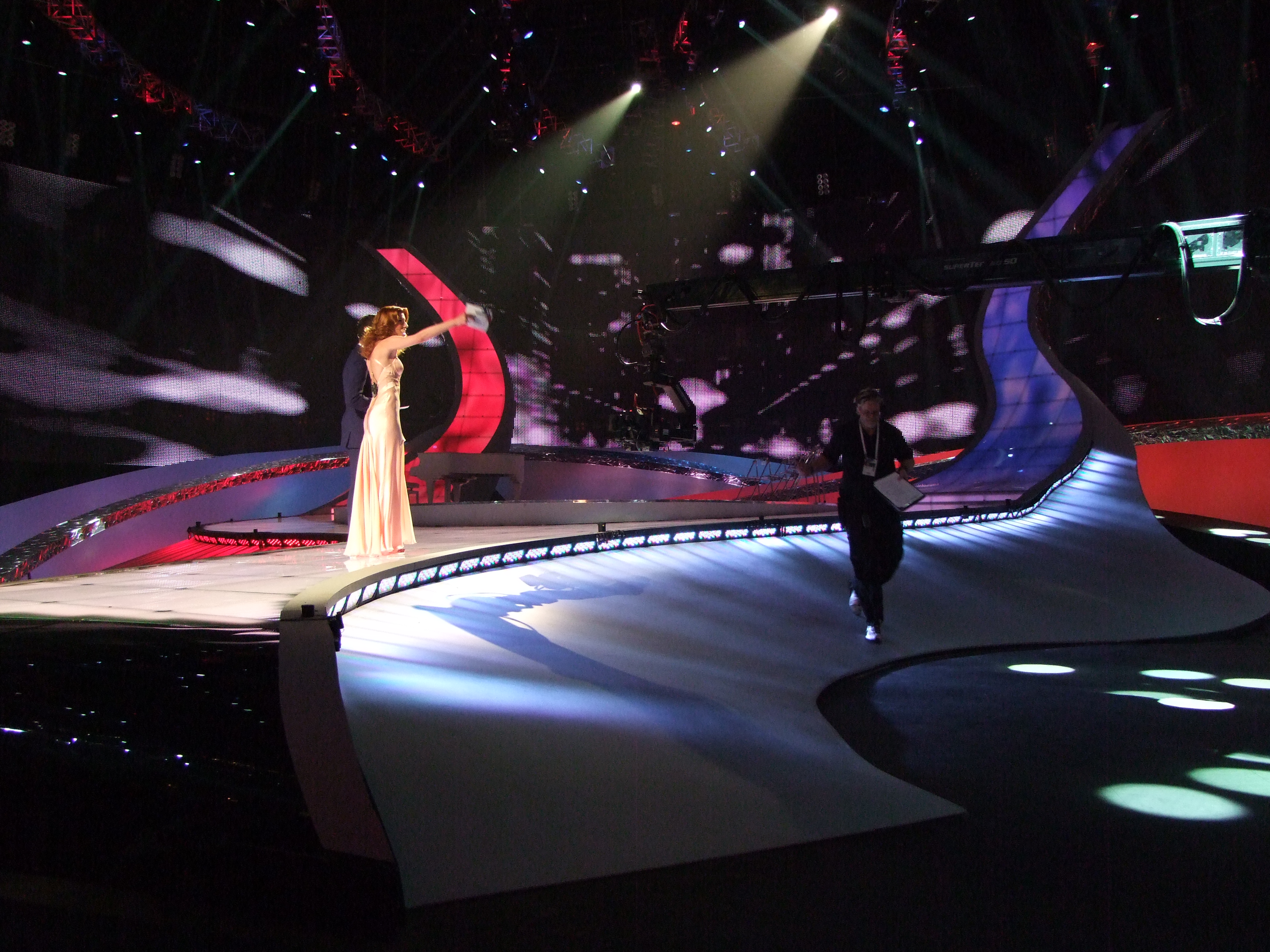
Il palcoscenico dell'Eurovision Song Contest 2008

     Qualificati del televoto
     Ripescato dalla giuria
| N° | Stato           | Cantante                  | Canzone                       | Punti | Posizione |
| -- | --------------- | ------------------------- | ----------------------------- | ----- | --------- |
| 01 | Islanda         | Euroband                  | This Is My Life               | 68    | 8         |
| 02 | Svezia          | Charlotte Perrelli        | Hero                          | 54    | 12        |
| 03 | Turchia         | Mor ve Ötesi              | Deli                          | 85    | 7         |
| 04 | Ucraina         | Ani Lorak                 | Shady Lady                    | 152   | 1         |
| 05 | Lituania        | Jeronimas Milius          | Nomads in the Night           | 30    | 16        |
| 06 | Albania         | Olta Boka                 | Zemrën lamë peng              | 67    | 9         |
| 07 | Svizzera        | Paolo Meneguzzi           | Era stupendo                  | 47    | 13        |
| 08 | Repubblica Ceca | Tereza Kerndlová          | Have Some Fun                 | 9     | 18        |
| 09 | Bielorussia     | Ruslan Alechna            | Hasta la vista                | 27    | 17        |
| 10 | Lettonia        | Pirates of the Sea        | Wolves of the Sea             | 86    | 6         |
| 11 | Croazia         | Kraljevi Ulice & 75 Cents | Romanca                       | 112   | 3         |
| 12 | Bulgaria        | Deep Zone & Balthazar     | DJ, Take Me Away              | 56    | 11        |
| 13 | Danimarca       | Simon Mathew              | All Night Long                | 112   | 4         |
| 14 | Georgia         | Diana Gurtskaya           | Peace Will Come               | 107   | 5         |
| 15 | Ungheria        | Csézy                     | Candlelight                   | 6     | 19        |
| 16 | Malta           | Morena                    | Vodka                         | 38    | 14        |
| 17 | Cipro           | Evdokia Kadi              | Femme Fatale                  | 36    | 15        |
| 18 | Macedonia       | Tamara, Vrčak & Adrian    | Let Me Love You               | 64    | 10        |
| 19 | Portogallo      | Vânia Fernandes           | Senhora do mar (Negras águas) | 120   | 2         |

12 punti 
| N. | A          | Da                                                                   |
| -- | ---------- | -------------------------------------------------------------------- |
| 6  | Ucraina    | Bielorussia, Bulgaria, Repubblica Ceca, Georgia, Portogallo, Turchia |
| 3  | Danimarca  | Ungheria, Islanda, Svezia                                            |
| 2  | Georgia    | Cipro, Ucraina                                                       |
| 2  | Macedonia  | Croazia, Serbia                                                      |
| 2  | Portogallo | Francia, Svizzera                                                    |
| 1  | Albania    | Macedonia                                                            |
| 1  | Cipro      | Regno Unito                                                          |
| 1  | Lettonia   | Lituania                                                             |
| 1  | Lituania   | Lettonia                                                             |
| 1  | Svezia     | Danimarca                                                            |
| 1  | Svizzera   | Malta                                                                |
| 1  | Turchia    | Albania                                                              |

### Finale
La finale si è svolta il 24 maggio 2008; vi hanno gareggiato 25 paesi di cui:
- i primi 10 qualificati durante la prima semifinale;
- i primi 10 qualificati durante la seconda semifinale;
- i 4 finalisti di diritto, i cosiddetti Big Four, ovvero Francia, Germania, Regno Unito e Spagna;
- la Serbia, paese ospitante.

Ha aperto la finale la Šerifović, che ha cantato la versione remix di Molitva. Il televoto è stato aperto dal cestista Vlade Divac, mentre l'interval act è stato tenuto da Goran Bregović.
| N° | Stato                | Cantante                  | Canzone                       | Punti | Posizione |
| -- | -------------------- | ------------------------- | ----------------------------- | ----- | --------- |
| 01 | Romania              | Nico & Vlad               | Pe-o margine de lume          | 45    | 20        |
| 02 | Regno Unito          | Andy Abraham              | Even If                       | 14    | 25        |
| 03 | Albania              | Olta Boka                 | Zemrën lamë peng              | 55    | 17        |
| 04 | Germania             | No Angels                 | Disappear                     | 14    | 23        |
| 05 | Armenia              | Sirusho                   | Qélé, qélé                    | 199   | 4         |
| 06 | Bosnia ed Erzegovina | Laka                      | Pokušaj                       | 110   | 10        |
| 07 | Israele              | Boaz Mauda                | The Fire in Your Eyes         | 124   | 9         |
| 08 | Finlandia            | Teräsbetoni               | Missä miehet ratsastaa        | 35    | 22        |
| 09 | Croazia              | Kraljevi Ulice & 75 Cents | Romanca                       | 44    | 21        |
| 10 | Polonia              | Isis Gee                  | For Life                      | 14    | 24        |
| 11 | Islanda              | Euroband                  | This Is My Life               | 64    | 14        |
| 12 | Turchia              | Mor ve Ötesi              | Deli                          | 138   | 7         |
| 13 | Portogallo           | Vânia Fernandes           | Senhora do mar (Negras águas) | 69    | 13        |
| 14 | Lettonia             | Pirates of the Sea        | Wolves of the Sea             | 83    | 12        |
| 15 | Svezia               | Charlotte Perrelli        | Hero                          | 47    | 18        |
| 16 | Danimarca            | Simon Mathew              | All Night Long                | 60    | 15        |
| 16 | Georgia              | Diana Gurtskaya           | Peace Will Come               | 83    | 11        |
| 18 | Ucraina              | Ani Lorak                 | Shady Lady                    | 230   | 2         |
| 19 | Francia              | Sébastien Tellier         | Divine                        | 47    | 19        |
| 20 | Azerbaigian          | Elnur & Samir             | Day After Day                 | 132   | 8         |
| 21 | Grecia               | Kalomira                  | Secret combination            | 218   | 3         |
| 22 | Spagna               | Rodolfo Chikilicuatre     | Baila el chiki-chiki          | 55    | 16        |
| 23 | Serbia               | Jelena Tomašević          | Oro                           | 160   | 6         |
| 24 | Russia               | Dima Bilan                | Believe                       | 272   | 1         |
| 25 | Norvegia             | Maria                     | Hold On Be Strong             | 182   | 5         |

12 punti 
| N. | A                    | Da                                                                              |
| -- | -------------------- | ------------------------------------------------------------------------------- |
| 8  | Armenia              | Belgio, Repubblica Ceca, Francia, Georgia, Grecia, Paesi Bassi, Polonia, Russia |
| 7  | Russia               | Armenia, Bielorussia, Estonia, Israele, Lettonia, Lituania, Ucraina             |
| 6  | Grecia               | Albania, Cipro, Germania, Romania, San Marino, Regno Unito                      |
| 4  | Serbia               | Bosnia e Erzegovina, Montenegro, Slovenia, Svizzera                             |
| 2  | Azerbaigian          | Ungheria, Turchia                                                               |
| 2  | Bosnia ed Erzegovina | Croazia, Serbia                                                                 |
| 2  | Danimarca            | Islanda, Norvegia                                                               |
| 2  | Norvegia             | Finlandia, Svezia                                                               |
| 2  | Romania              | Moldavia, Spagna                                                                |
| 1  | Albania              | Macedonia                                                                       |
| 1  | Germania             | Bulgaria                                                                        |
| 1  | Islanda              | Danimarca                                                                       |
| 1  | Lettonia             | Irlanda                                                                         |
| 1  | Spagna               | Andorra                                                                         |
| 1  | Svezia               | Malta                                                                           |
| 1  | Turchia              | Azerbaigian                                                                     |
| 1  | Ucraina              | Portogallo                                                                      |

## Marcel Bezençon Awards
I vincitori sono stati:
- Press Award:  Portogallo
- Artistic Award:  Ucraina
- Composer Award:  Romania
- Fan Award:  Armenia

## OGAE 2008
L'OGAE 2008 è una classifica fatta da gruppi dell'OGAE, un'organizzazione internazionale che consiste in un network di oltre 40 fan club del Contest di vari Paesi europei e non. Come ogni anno, i membri dell'OGAE hanno avuto l'opportunità di votare per la loro canzone preferita prima della gara e i risultati sono stati pubblicati sul sito web dell'organizzazione.
| Posizione | Paese    | Cantante           | Canzone*          | Punti |
| --------- | -------- | ------------------ | ----------------- | ----- |
| 1         | Svezia   | Charlotte Perrelli | Hero              | 308   |
| 2         | Svizzera | Paolo Meneguzzi    | Era stupendo      | 216   |
| 3         | Serbia   | Jelena Tomašević   | Oro               | 178   |
| 4         | Islanda  | Euroband           | This Is My Life   | 145   |
| 5         | Norvegia | Maria              | Hold On Be Strong | 145   |

*La tabella raffigura il voto finale di 40 OGAE club.

## Paesi non partecipanti
- Austria: il 20 novembre 2007, ORF ha annunciato che non parteciperà all'edizione 2008, in disaccordo con il sistema di voto, che premierebbe più il paese di origine che la qualità della canzone.[65]
- Slovacchia: la tv slovacca non prenderà parte a questa edizione, per problemi di budget.
- Italia
- Lussemburgo
- Marocco
- Principato di Monaco

## Trasmissione dell'evento e commentatori
- Albania: l'evento è stato trasmesso su RTSH, con il commento di Leon Menkshi.
- Andorra: l'evento è stato trasmesso su Ràdio i Televisió d'Andorra, con il commento di Meri Picart e Josep Lluís Trabal.
- Armenia: l'evento è stato trasmesso su Armenia 1 e Public Radio of Armenia, con il commento di Felix Khacatryan e Hrachuhi Utmazyan.
- Australia: l'evento è stato trasmesso su SBS, con il commento di Julia Zemiro.
- Austria: la finale è stata trasmessa su ORF 1 con il commento di Andi Knoll.
- Azerbaigian: l'evento è stato trasmesso su İctimai TV, con il commento di Isa Melikov e Hüsniyyə Məhərrəmova.
- Belgio: l'evento è stato trasmesso in: Francese, su La Une, con il commento di Jean-Pierre Hautier e Jean-Louis Lahaye e su La Première, con il commento di Patrick Duhamel e Corinne Boulangier. Olandese, su Één, con il commento di Bart Peeters e André Vermeulen, e su Radio 2, con il commento di Michel Follet e Sven Pichal.
- Bielorussia: l'evento è stato trasmesso su Belarus-1, con il commento di Denis Kurian e Alexander Tikhanovich.
- Bosnia ed Erzegovina: l'evento è stato trasmesso su BHRT 1, con il commento di Dejan Kukrić.[66]
- Bulgaria: l'evento è stato trasmesso su BNT 1, con il commento di Elena Rosberg e Georgi Kushvaliev.
- Cipro: l'evento è stato trasmesso su CyBC 1, con il commento di Melina Karageorgiou.[67]
- Croazia: l'evento è stato trasmesso su HRT 1, con il commento di Duško Ćurlić.[68]
- Danimarca: l'evento è stato trasmesso su DR1, con il commento di Nikolaj Molbech.
- Estonia: l'evento è stato trasmesso su: ETV con il commento di Marko Reikop.[69]
- Finlandia: l'evento è stato trasmesso in: Finlandese, su Yle TV2, con il commento di Jaana Pelkonen, e Mikko Peltola e Asko Murtomäki, e su Yle Radio Suomi, con il commento di Sanna Kojo e Jorma Hietamäki. Svedese, su Yle Fem con il commento di Thomas Lundin.[70]
- Francia: la seconda semifinale è stata trasmessa su France 4, con il commento di Peggy Olmi e Yann Renoard, mentre la finale è stata trasmessa su France 3, con il commento di Jean-Paul Gaultier e Julien Lepers, e su France Bleu, con il commento di François Kevorkian.
- Georgia: l'evento è stato trasmesso su 1TV, con il commento di Bibi Kvachadze.
- Germania: l'evento è stato trasmesso su Das Erste, con il commento di Peter Urban, su Hessischer Rundfunk, con il commento di Tim Frühling, e su NDR 2, con il commento di Thomas Mohr.[71]
- Grecia: l'evento è andato in onda su ERT2, con il commento delle Maggira Sisters.[72]
- Irlanda: l'evento è stato trasmesso su RTÉ One, con il commento di Marty Whelan, e su RTÉ Radio 1, con il commento di Larry Gogan.[73][74]
- Islanda: l'evento è stato trasmesso su RÚV, con il commento di Sigmar Guðmundsson.[75]
- Israele: l'evento è stato trasmesso su Channel 1.
- Lettonia: l'evento è stato trasmesso su LTV1, con il commento di Kārlis Streips.
- Lituania:l'evento è stato trasmesso su LRT e LRT Radijas, con il commento di Darius Užkuraitis.
- Macedonia: l'evento è stato trasmesso su MRT 1, con il commento di Milanka Rašik.
- Malta: l'evento è stato trasmesso su TVM, con il commento di Eileen Montesin.[76]
- Moldavia:l'evento è stato trasmesso su Moldova 1 e Radio Moldova, con il commento di Lucia Danu e Vitalie Rotaru.
- Montenegro: l'evento è stato trasmesso su TVCG 2, con il commento di Dražen Bauković e Tamara Ivanković.
- Norvegia: l'evento è stato trasmesso su NRK1, con il commento di Hanne Hoftun e Per Sundnes.[77]
- Paesi Bassi: l'evento è stato trasmesso su NPO 1, con il commento di Cornald Maas.[78]
- Polonia: l'evento è stato trasmesso su TVP1, con il commento di Artur Orzech.[79]
- Portogallo: l'evento è stato trasmesso su RTP1, con il commento di Isabel Angelino.[80]
- Romania: l'evento è stato trasmesso su TVR1, con il commento di Andreea Demirgian e Leonard Miron.
- Regno Unito: le semifinali sono state trasmesse su BBC Three, con il commento di Paddy O'Connell e Caroline Flack, mentre la finale è stata trasmessa su BBC One, con il commento di Terry Wogan. La finale è stata trasmessa anche su BBC Radio 2, con il commento di Ken Bruce.[81][82]
- Repubblica Ceca: l'evento è stato trasmesso su ČT1, con il commento di Kateřina Kristelová.[83]
- Russia: l'evento è stato trasmesso su Rossija 1, con il commento di Dmitry Guberniev e Olga Shelest.[84]
- San Marino: l'evento è stato trasmesso su San Marino RTV, con il commento di Lia Fiorio e Gigi Restivo.[85]
- Serbia: l'evento è stato trasmesso su RTS1, con il commento di Dragan Ilić e Mladen Popović.[86]
- Slovenia: l'evento è stato trasmesso su TV SLO 1 e su TV Koper-Capodistria, con il commento di Andrej Hofer.[85]
- Spagna: la prima semifinale e la finale sono state trasmesse su La 1, con il commento di José Luis Uribarri.[87]
- Svezia: l'evento è stato trasmesso su SVT1, con il commento di Kristian Luuk e Josef Sterzenbach.[88].[89]
- Svizzera: nella Svizzera tedesca l'evento è stato trasmesso su SRF zwei, con il commento di Patrick Hässig, per la prima semifinale, e di Sven Epiney, per la seconda semifinale e la finale. Nella Svizzera francese l'evento è stato trasmesso su RTS Un, con il commento di Jean-Marc Richard e Nicolas Tanner. Nella Svizzera italiana su RSI LA2 è andata in onda la seconda semifinale, mentre la finale è stata trasmessa da RSI LA1 con il commento di Sandy Altermatt.[85]
- Turchia: l'evento è stato trasmesso su TRT 1, con il commento di Bülend Özveren.
- Ucraina: l'evento è stato trasmesso su UA:Peršyj, con il commento di Timur Mirošnyčenko.
- Ungheria: la seconda semifinale e la finale sono state trasmesse su M1, con il commento di Gábor Gundel-Takács.[90]

## Portavoce
Il 17 marzo 2008, durante l'incontro con i capo delegazione, è stato stabilito l'ordine di presentazione dei portavoce. L'ordine inizialmente stabilito ed i portavoce sono:
1. Regno Unito: Carrie Grant (Rappresentante dello stato all'Eurovision Song Contest 1983, come parte dei Sweet Dreams)
2. Macedonia: Ognen Janeski
3. Ucraina: Marysya Horobets
4. Germania: Thomas Hermanns
5. Estonia: Sahlene (Rappresentante dello Stato all'Eurovision Song Contest 2002)
6. Bosnia ed Erzegovina: Melina Garibović
7. Albania: Leon Menkshi  (Portavoce dello stato dall'Eurovision Song Contest 2006)
8. Belgio:  Sandrine van Handenhoven
9. San Marino: Roberto Moretti
10. Lettonia: Kristīne Virsnīte
11. Bulgaria: Valentina Voykova
12. Serbia: Dušica Spasić
13. Israele: Noa Barak-Weshler
14. Cipro: Hristina Marouhou
15. Moldavia: Vitalie Rotaru
16. Islanda: Brynja Þorgeirsdóttir
17. Francia: Cyril Hanouna
18. Romania: Alina Sorescu
19. Portogallo: Sabrina (Rappresentante dello Stato all'Eurovision Song Contest 2007)
20. Norvegia: Stian Barsnes Simonsen (Presentatore del Junior Eurovision Song Contest 2004)
21. Ungheria: Éva Novodomszky (Portavoce anche nella scorsa edizione)
22. Andorra: Alfred Llahí
23. Polonia: Radek Brzózka
24. Slovenia: Peter Poles (Portavoce dello Stato dall'Eurovision Song Contest 2003)
25. Armenia: Hrachuhi Utmazyan
26. Repubblica Ceca: Petra Šubrtová
27. Spagna: Ainhoa Arbizu
28. Paesi Bassi: Esther Hart (Rappresentante dello Stato all'Eurovision Song Contest 2003)
29. Turchia: Meltem Ersan Yazgan  (Portavoce dello stato dall'Eurovision Song Contest 2001)
30. Malta: Moira Delia (Presentatrice del Junior Eurovision Song Contest 2014)
31. Irlanda: Niamh Kavanagh (Vincitrice dell'Eurovision Song Contest 1993 e rappresentante dello stato nell'edizione 2010)
32. Svizzera: Cécile Bähler
33. Azerbaigian: Leyla Əliyeva (Presentatrice dell'Eurovision Song Contest 2012)
34. Grecia: Alexis Kostalas   (Portavoce dello stato dall'Eurovision Song Contest 2001)
35. Finlandia: Mikko Leppilampi (Presentatore dell'Eurovision Song Contest 2007)
36. Croazia: Barbara Kolar
37. Svezia: Björn Gustafsson
38. Bielorussia: Vol'ha Barabanščikava
39. Lituania: Rolandas Vilkončius
40. Russia: Oksana Fëdorova
41. Montenegro: Nina Radulović
42. Georgia: Tika Patsatsia
43. Danimarca: Maria Montell